# 芝加哥軌道交通

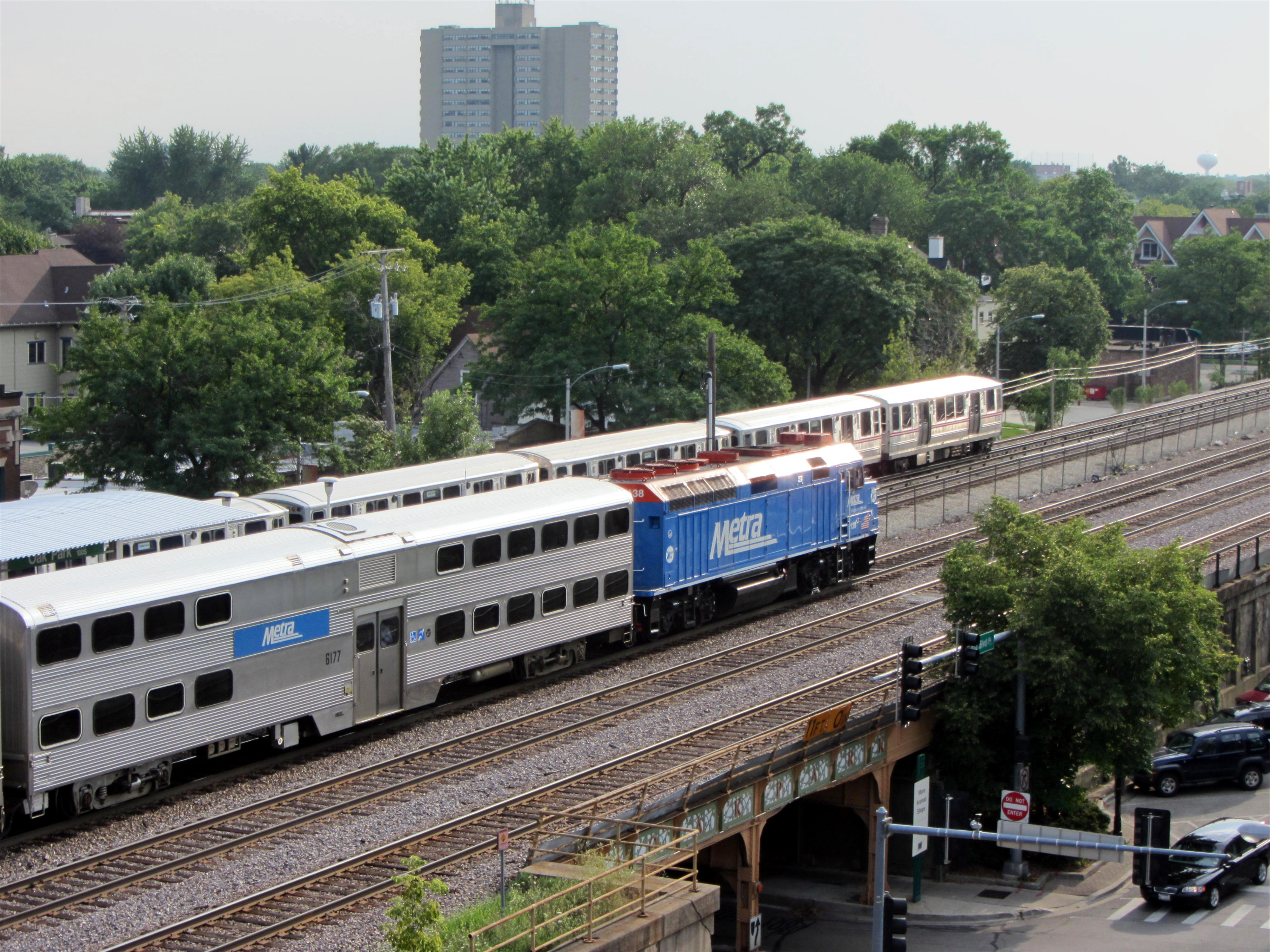
芝加哥地铁与城市铁路列车

芝加哥大都市区是美国仅次于纽约、洛杉矶的第三大都会区，是美国的铁路枢纽，同时拥有庞大的公共交通系统，城市轨道交通是其重要的组成部分。芝加哥的城市轨道交通由数条高架铁路、两条地下铁路和11条城市铁路与南岸线组成，城际铁路由美铁运营。

## 歷史

### 有轨电车

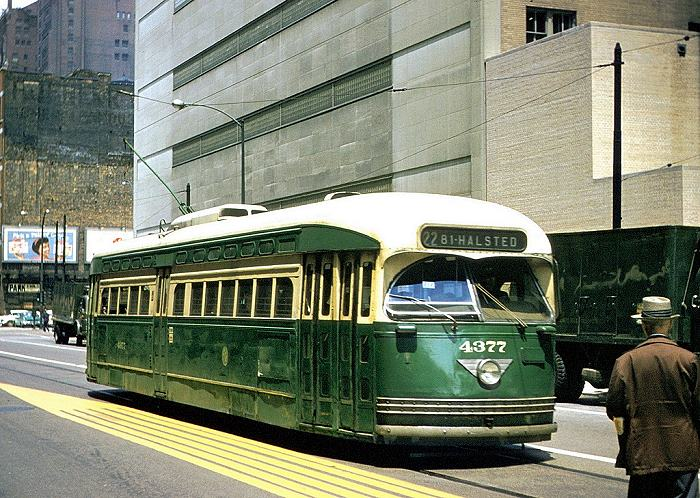
芝加哥地面线22号线的电车

芝加哥有轨电车的前身是1858-1861年间芝加哥城市铁路公司与北芝加哥城市铁路公司运营的马车铁路。由于马车铁路速度慢、运营成本高，在进入18世纪80年代后逐渐被缆车替代。芝加哥城市铁路公司、芝加哥旅客铁路公司、西芝加哥路面铁路公司分别于1881年、1883年和1887年建设了各自的缆车线路，使芝加哥拥有了当时世界上规模最大的缆车线网。 
与此同时，有轨电车在欧洲面世。由于此时已经对缆车系统进行了大量的投资，芝加哥并未第一时间引入有轨电车。随着有轨电车在芝加哥南区与伊利诺伊州的其它城市取得成功，芝加哥市区的缆车随即被视为落后技术。90年代中期，这些公司陆续开始对旗下的线路进行电气化改造，并于1906年全部改造完成。1913年11月13日，芝加哥市议会通过了1913合并条例，所有有轨电车线路在1914年条例生效后均由芝加哥地面线运营。此时芝加哥已拥有世界上最大的有轨电车路网，同时也是单一票价可乘坐里程最长、平均里程最长、换乘最便捷的有轨电车系统。
尽管芝加哥的有轨电车在20世纪20年代在来自汽车行业的竞争压力下持续增长，芝加哥世博会与二战又为有轨电车带来大量客流，数家有轨电车公司仍面临破产。1947年，芝加哥交通局收购了芝加哥城市铁路等公司，并从芝加哥地面线接管了有轨电车的运营。1958年7月10日，芝加哥有轨电车停驶，原电车线路改由汽车开行。

### 高架铁路

#### 南城高架铁路

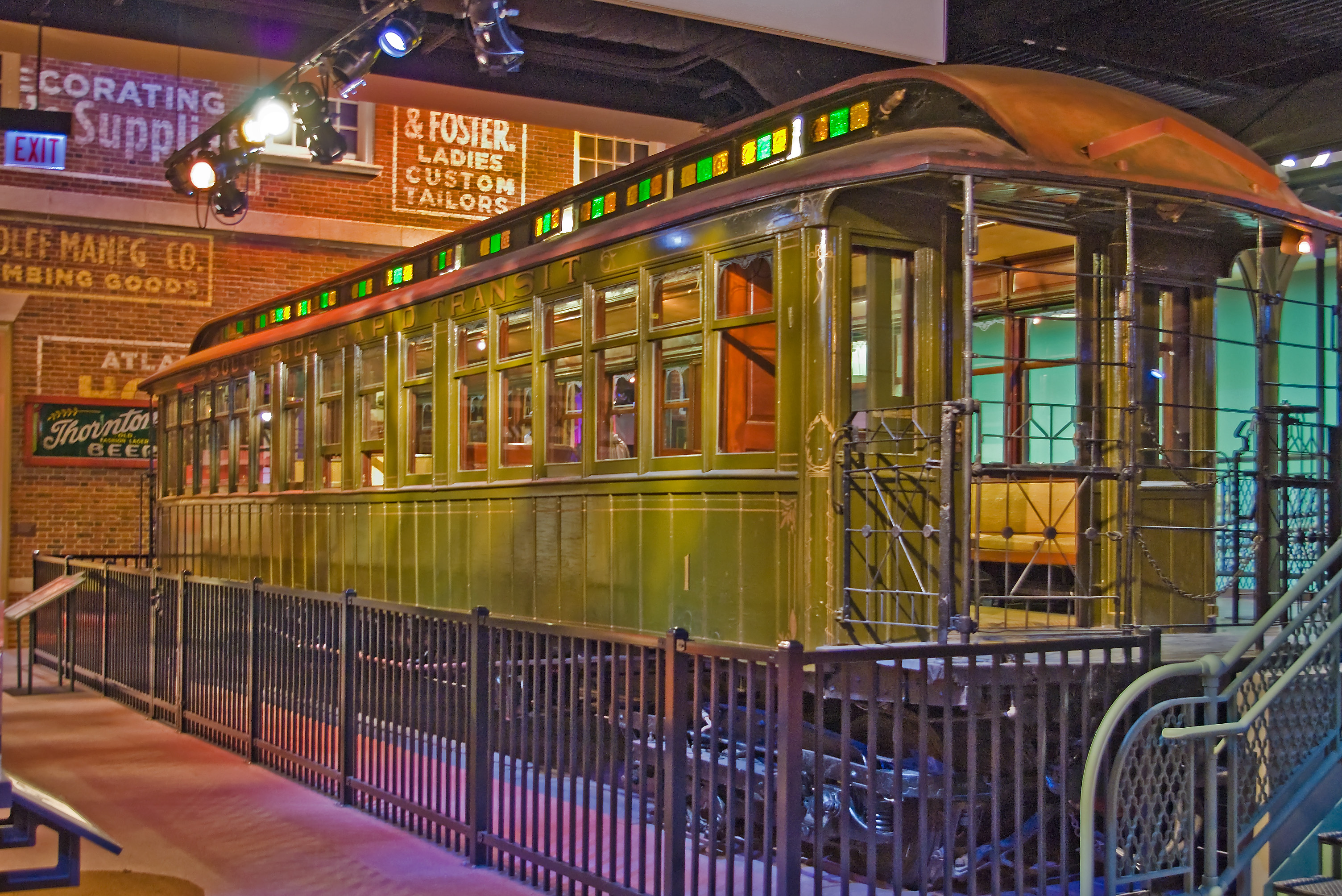
南城高架铁路1号车

芝加哥南城捷运铁路公司成立于1888年1月4日，并于3月26日取得铁路的建设权。1892年5月27日，潘兴站至国会路总站开始试运行并于10日后正式通车。开行初期，线路共配有46辆鲍尔温机车厂生产的蒸汽机车和180辆木制客车，即便在高峰期也可达到3分钟的发车间隔。开通后的第一年里，线路多次南延，最终延伸至杰克逊公园站并为1893年芝加哥世博会提供轨道交通接驳。世博会结束后，客流量快速减少，芝加哥南城捷运铁路公司随之破产并于1896年9月16日被出售。新成立的南城高架铁路于次年将线路与新修建的联合环线高架铁路接轨并与其它高架铁路贯通。此时其它高架铁路已开始使用第三轨供电，于是南城高架铁路请来法兰克·J·史伯格进行电气化改造，并使之成为世界上首条使用电动客车编组运行的铁路。随着客流量的上升，南城高架铁路于1905年至1908年间陆续开通四条支线。1913年，芝加哥高架铁路联合基金成立，南城高架铁路与其它高架铁路实现贯通运营，旅客可在不同线路间免费换乘。1924年，南城高架铁路与其它高架铁路合并成为芝加哥捷运公司。1943年10月17日，州街地铁建成通车并与南城高架铁路在13街出地口接轨，南城高架铁路的列车无需经由环线便可进入西北高架铁路。由于经营状况不佳，芝加哥捷运公司于1947年10月1日被芝加哥交通局收购，南城高架铁路5条支线中的3条由于客流量不足分别于1954年和1957年关闭，另外2条支线也被多次缩短运营区间。1969年，丹瑞恩支线建成通车，列车从丹瑞恩支线经由正线与环线与湖街高架铁路直通运行。新支线的开通受到了旅客们的欢迎，但正线的客流量却开始下降。1993年2月21日，州街地铁南延竣工通车，南城高架铁路正线的列车不再进入州街地铁，而改经环线与湖街高架铁路直通运行，并被命名为绿线；丹瑞恩支线的列车则从新建的隧道进入州街地铁并与西北高架铁路直通运行，被命名为红线。1993年10月31日，在多条既有铁路基础上建成的中途机场支线（即橙线）建成通车，支线西起中途机场站，并在罗斯福站南侧与正线接轨。

#### 湖街高架铁路

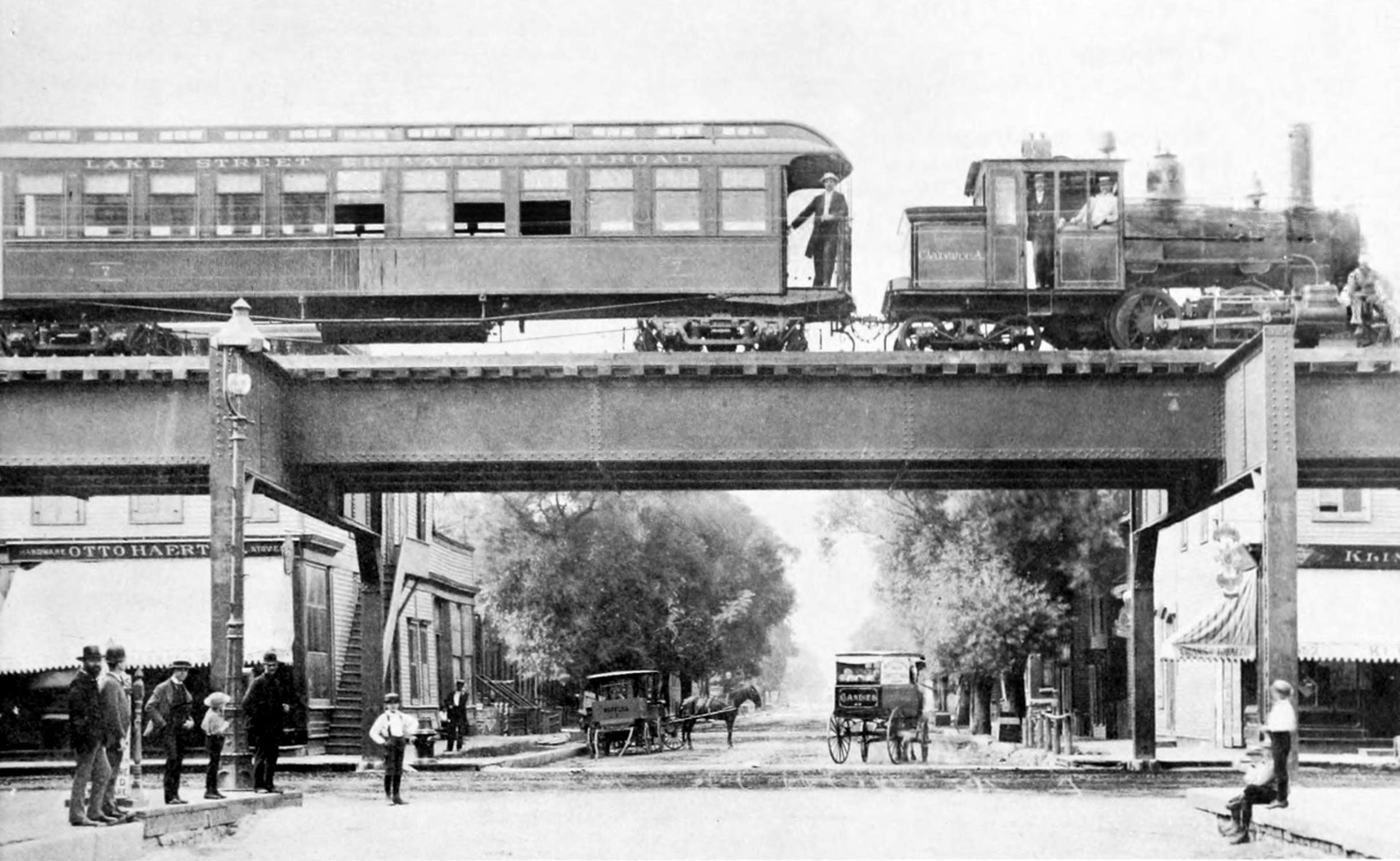
1893的湖街高架铁路

湖街高架铁路是芝加哥的第二条高架铁路，从市场街总站到加州站的线路于1893年11月6日正式通车，并于次年4月23日延长至拉勒米站，此后，线路多次修建地面线西延并于1910年5月14日延伸至现在的终点站福雷斯特公园站。规划时，最初选用的车辆为蒸汽动力的单轨列车，但最后仍采取传统轮轨列车并以蒸汽机车牵引，1896年，全部线路完成电气化改造。1897年9月3日，湖街高架铁路与联合环线高架铁路接轨。1904年，湖街高架铁路更名为芝加哥奥克帕克高架铁路并于1924年与另外三家高架铁路合并为芝加哥捷运公司。在芝加哥捷运公司被芝加哥交通局收购后，多个客流量低的车站被关闭，连接市场街总站的线路也于1948年停运。由于安全原因，拉勒米站以西2.6英里的线路于1962年全部完成高架化改造。1969年，南城高架铁路丹瑞恩支线建成通车，湖街高架铁路通过环线高架铁路与之直通运行。1993年2月21日，州街地铁南延竣工通车，湖街-丹瑞恩线被拆分，湖街高架铁路改与南城高架铁路正线直通运行并被命名为绿线。

#### 大都会西城高架铁路

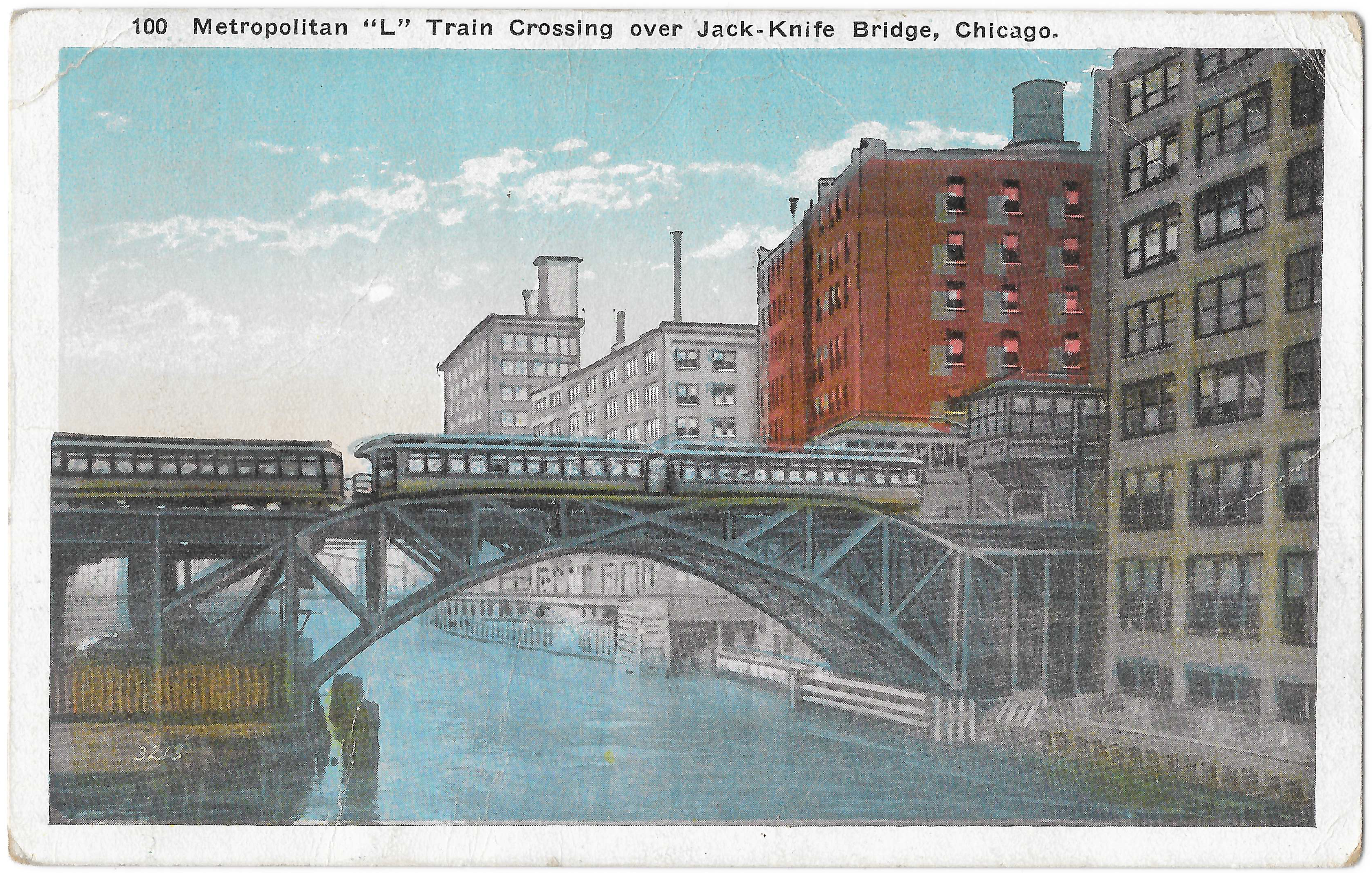
大都会西城高架铁路的列车正在跨过芝加哥河

大都会西城高架铁路是芝加哥的第三条高架铁路，于1895年5月6日部分通车，其余区间也在随后数年内陆续竣工。大都会西城高架铁路建成时便拥有四条支线，是芝加哥当时规模最大的高架铁路。1902年，加菲尔德公园支线在52街站与新建成的奥罗拉-埃尔金-芝加哥铁路接轨，三年后两家铁路公司开始分别使用对方的路轨延长自己的运营区间。虽然大都会西城高架铁路于1897年就已经接入联合环线，但联合环线上的列车在高峰期几近饱和，无法继续加车，于是大都会西城高架铁路修建了威尔士街总站来承接高峰期的列车，该站在后来也成为了奥罗拉-埃尔金-芝加哥铁路在芝加哥的终点站。1951年，密尔沃基－迪尔伯恩地铁通车，罗根广场支线的列车以新建成的地铁代替联合环线进入市中心，而地铁出地口以西的罗根广场支线则改为宝琳娜联络线，仅用于调车，同时，洪堡公园支线的列车不再进入罗根广场支线，并于次年停运，道格拉斯公园支线也缩短至54街／塞马克站。为了修建290号州际高速，大都会西城高架铁路正线与加菲尔德公园支线被拆除，在取代加菲尔德公园支线的议会支线通车前道格拉斯公园支线的列车需通过宝琳娜联络线与湖街高架铁路进入联合环线。1958年6月22日，议会支线通车运营。同时，密尔沃基－迪尔伯恩地铁南延并与议会支线贯通，议会支线和与其接轨的道格拉斯公园支线通过密尔沃基－迪尔伯恩地铁与罗根广场支线联通，以供西-西北线列车开行。1970年2月1日，罗根广场支线由金博尔地铁和肯尼迪延长线北延8千米并于1984年由奥黑尔延长线延伸至奥黑尔站，至此奥黑尔机场支线全线建成通车，奥黑尔站成为西-西北线列车北端的新终点站。1993年，西-西北线列车被命名为蓝线。从2006年6月25日开始，道格拉斯公园支线逐渐与蓝线脱离，新开行的列车通过宝琳娜联络线与湖街高架铁路进入联合环线，该线路被命名为粉红线，2008年4月28日，蓝线列车不再进入道格拉斯公园支线，同年12月4日，芝加哥交通局宣布粉红线成为一条正式线路。

#### 西北高架铁路

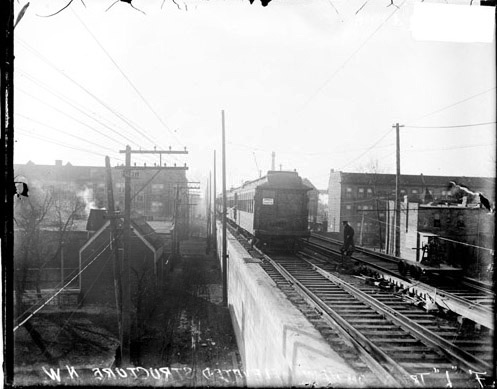
1916年的西北高架铁路

西北高架铁路是芝加哥最后一条民营的高架铁路，于1897年12月31日竣工并与联合环线高架铁路贯通，但次日却遭市领导以安全问题为由结束其经营权。再经一系列斗争后，铁路公司与市政府达成新的协议并于1990年5月31日正式通车。尽管通车初期资金较为紧张，铁路公司仍非常重视将线路延伸至雷文斯伍德的方案，并希望通过建设地面线来降低建设成本。在修建地面线的方案遭到强烈反对后，铁路公司转而寻求建设高架铁路支线来连接雷文斯伍德地区。在得到市政府的批准后，雷文斯伍德支线于1906年开始修建并于1907年5月18日正式通车，同年12月14日，线路通过地面线北延至金博尔站。1908年5月16日，西北高架铁路正线在终点站威尔逊站与密尔沃基铁路埃文斯顿-芝加哥线接轨，并通过租用的线路将列车运行区间北延至中央街站。1912年4月2日，列车运行区间延伸至今日的终点站林登站。1913年，芝加哥高架铁路联合基金成立，西北高架铁路与南城高架铁路通过环线高架铁路贯通运行，雷文斯伍德支线与肯伍德支线贯通运行。1922年，部分正线路轨在立体化改造时增建为四线，为日后开通快车提供了条件。随着州街地铁于1943年开通并与西北高架铁路接轨，列车无需经过双线区间与环线便可进入南城高架铁路，单程可节约11分钟，非跨线车则仍继续使用环线高架铁路完成折返。1993年2月21日，州街地铁南延竣工通车，原与南城高架铁路正线贯通运行的列车改与丹瑞恩支线贯通运行，并被命名为红线，而雷文斯伍德支线的列车则被命名为棕线。

#### 联合环线高架铁路

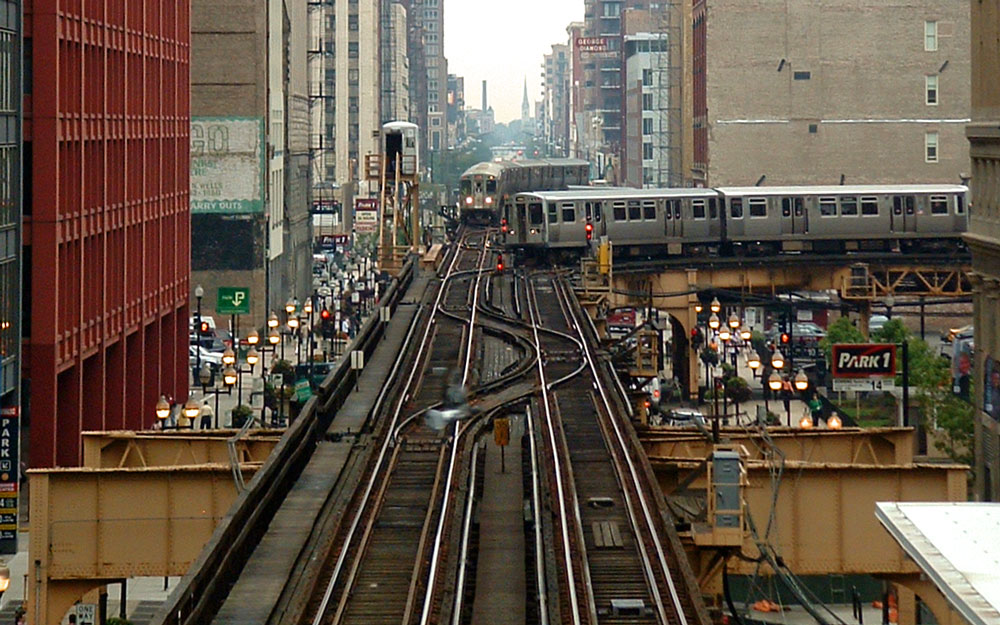
盧普區東南段軌道，於 Adams/Wabash 拍攝。

在南城高架铁路、大都会西城高架铁路和西北高架铁路开通初期，各铁路均在芝加哥市中心外围设立了独自的总站，使得旅客换乘十分不便，直至此前曾參與發展倫敦地鐵的金融家查爾斯‧泰森‧葉凱士說服了沿街的店主們允許他們建設高架橋，建造環線軌道。隨著葉凱士不斷與沿線業主簽約，環線才逐段建成開放，從1895年湖街站（Lake Street）開放，到1897年終於全部完成。此後，芝加哥市中心便因為這個環線的存在，被稱為「環區」（The Loop）。联合环线建成初期客流量极大，以至于各高架铁路公司需要重新启用原先关闭的总站以应对高峰期的客流。然而在联合环线建成初期，各公司仍独立运作，环线车站各公司的站台不可互通，直至芝加哥高架铁路联合基金成立才得以解决，乘客可以在环线车站免费换乘其它公司的线路，各公司的列车也可通过环线直通运行。1969年9月30日，环行列车首次开行，列车在内环轨道上顺时针运行，1977年9月30日环行列车取消。

### 地下铁路

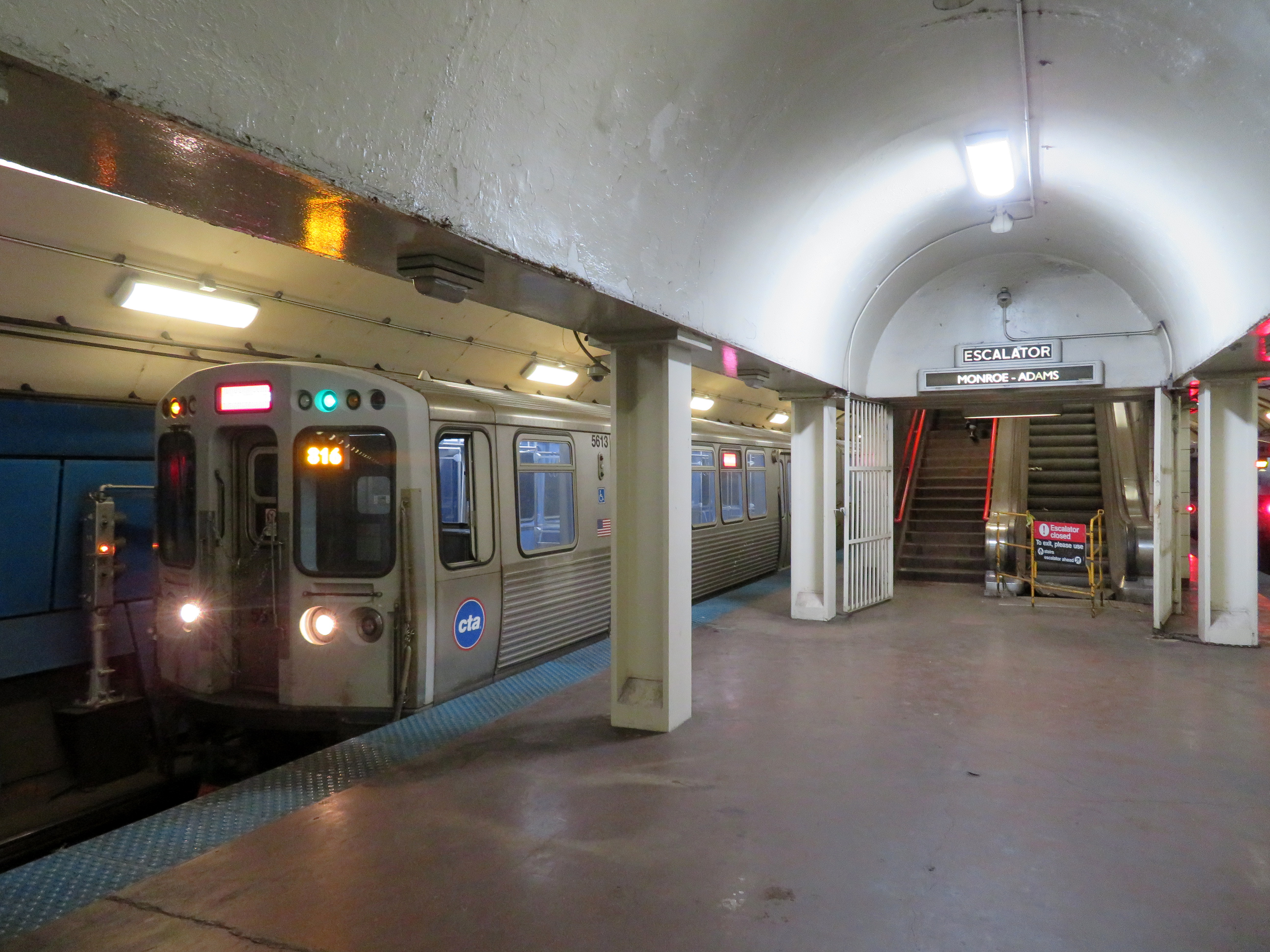
州街地铁

#### 州街地铁
州街地铁旧称地铁1号线，是芝加哥第一条用于客运的地下铁路，线路沿州街穿过芝加哥市中心并因此而得名。州街地铁始建于1938年12月17日，资金全部来源于芝加哥市政府在罗斯福新政下申请到的联邦资金和贷款。全线陆地部分除车站使用明挖法外全部使用盾构法进行施工，而下穿芝加哥河的部分则使用沉管法建设。1943年10月17日，州街地铁竣工通车。通车后，西北高架铁路的阿米蒂奇站和南城高架铁路正线的18街站相连，南北线的列车通过州街地铁即可穿过市中心，不再经过高架环线。1985年，州街地铁南延工程启动，1990年竣工并于1993年2月21日投入使用。新的出地口与丹莱恩支线相连，新开行的红线列车从丹莱恩支线通过州街地铁与西北高架铁路贯通运营，原南北线列车随即取消。

#### 密尔沃基－迪尔伯恩地铁
密尔沃基－迪尔伯恩地铁旧称地铁2号线，是芝加哥第二条用于客运的地下铁路，线路沿迪尔伯恩街穿过芝加哥市中心后沿密尔沃基大道下方与大都会西城高架铁路罗根广场支线连接，地铁因此而得名。同州街地铁一样，建设资金同样来源于芝加哥市政府申请的联邦资金和贷款。1939年3月，地铁开工建设，但在1942年，工程却因战时人力与物资的短缺而被迫停工，有限的资源全部投入于优先级较高的州街地铁，此时密尔沃基－迪尔伯恩地铁已经完工80%，随后进入封存状态，直至1945年12月才得以复工。1951年2月25日，密尔沃基－迪尔伯恩地铁竣工通车，罗根广场支线的列车在经停达曼站后改经地铁进入市中心，而达曼站与正线之间的高架铁路则停止载客运营。1958年，密尔沃基－迪尔伯恩地铁完成南延并与道格拉斯公园支线和新建成的议会支线贯通，成为了西-西北线列车和日后蓝线列车运行线路的一部分。

#### 金博尔地铁
金博尔地铁是奥黑尔机场支线首段——肯尼迪延长线的一部分，全长1.2 mi（1.9 km），只有洛根广场与贝尔蒙特两站。线路在洛根广场公园南侧入地，随后转向金博尔大道，并沿金博尔大道北上至肯尼迪高速下出地。该段线路于1970年2月1日随肯尼迪延长线一并开通，现为蓝线列车运行路线的一部分。

## 运营

### 芝加哥交通管理局
芝加哥的高架车和地铁现通称芝加哥'L'系统（英語：Chicago 'L'，簡稱），又称芝加哥捷運，是美國伊利諾州芝加哥的城市軌道交通系統，由芝加哥交通局負責營運。L是「elevated」（高架）之縮寫；以前常用EL表示，但今日'L'的稱呼更為普遍。該系統於1892年開始營運。目前系統網路由八條高運量鐵路構成，路線總長106.1英里。其中57.1英里為高架路線，36.9英里為地面路線，12.1英里為地下路線，採用第三軌供電，600伏特直流電，使用標準軌距。
芝加哥捷運的一大特點，就是以環線方式環繞市中心，架空路軌穿插於繁忙的街道上空，成為芝加哥一大地標。而紅線和藍線則與紐約地鐵一樣，年中無休。
芝加哥捷運系統自1993年起開始使用顏色區別，目前共有八條路線，除了紅線及藍線在市區為地下路線外，其餘路線皆為高架或地面路線。粉紅、綠、橙、啡和紫（僅限平日繁忙時間）綫在市中心區圍繞或途經環綫行駛。
- █ 芝加哥捷運紅線：侯活（Howard）－95街／丹懷恩（Dan Ryan）

紅線是當前捷運系統中最為繁忙的一條，每週日平均服務230,434人次之旅客。目前全長21.8英里，共計34個站。該線同時也是芝加哥捷運系統兩條24小時營運路線的其中一條。紅綫南段（唐人街至95街）於 2013年五月關閉，以作維修，同年十月重新運行。

芝加哥捷運系統路線圖

- █ 芝加哥捷運藍線：奧黑爾機場－拉辛（Racine）－森林公園（Forest Park）

藍線自奥黑尔國際機場開始延伸並穿越市中心。目前共有44個站，為捷運系統中第二繁忙的路線，與紅線一樣24小時營運。目前週日旅運量為128,343人次 。
- █ 芝加哥捷運粉紅線：54街／舍麥（54th/Cermak）－（環綫，順時鐘方向）－54街／舍麥

粉紅線的西段為前屬藍線的道格拉斯公園支綫，途經原本只用作内部列車調動的波連拿大道路軌後，再與綠線共構運行至市中心。粉紅線全長11.2英里，22個站。平均週日旅運量為13,461人次。
- █ 芝加哥捷運橘線：中途機場－（環綫，順時鐘方向）－中途機場

橘線全長13英里，於1990年代初期建於現有鐵道路堤上，其軌道由混凝土及鋼筋架起、構成。路線自芝加哥中途国际机场西南方延伸至市中心。目前週日平均旅運量為30,111人次。
- █ 芝加哥捷運綠線：哈林（Harlem）－（環綫北段及東段）－加菲爾德（Garfield）－阿什蘭／63街（Ashland/63rd）（－東63街（East 63rd））

綠線為一條全線高架的路線，並途經芝加哥高架鐵路中最舊的一段。是唯一一條途徑環綫但不會圍繞一圈的路綫。目前週日平均旅運量為39,685人次。
- █ 芝加哥捷運紫線：林登（Linden）－（環綫，順時鐘方向）－林登

紫線為紅線在侯活以北的支線，長3.9英里，目前週日平均旅運量為 10,187 人次。在平日繁忙時間（即週一至週五上午6:05~10:05 及下午15:10~19:10）列車綫路會直接運行至市中心。
- █ 芝加哥捷運棕線：金博爾（Kimball）－（環綫，逆時鐘方向）- 金博爾

棕線全長11.4英里，19 個站。平均週日旅運量為66,000人次。
- █ 芝加哥捷運黃線：斯科基－侯活（Howard）

黃線全長5.1英里，僅三站。其服務範圍僅限於芝加哥北部郊區斯科基，是捷運路線中唯一不提供市區直達車服務的線。目前每週載客量是5,803人次。

### 芝加哥城市铁路

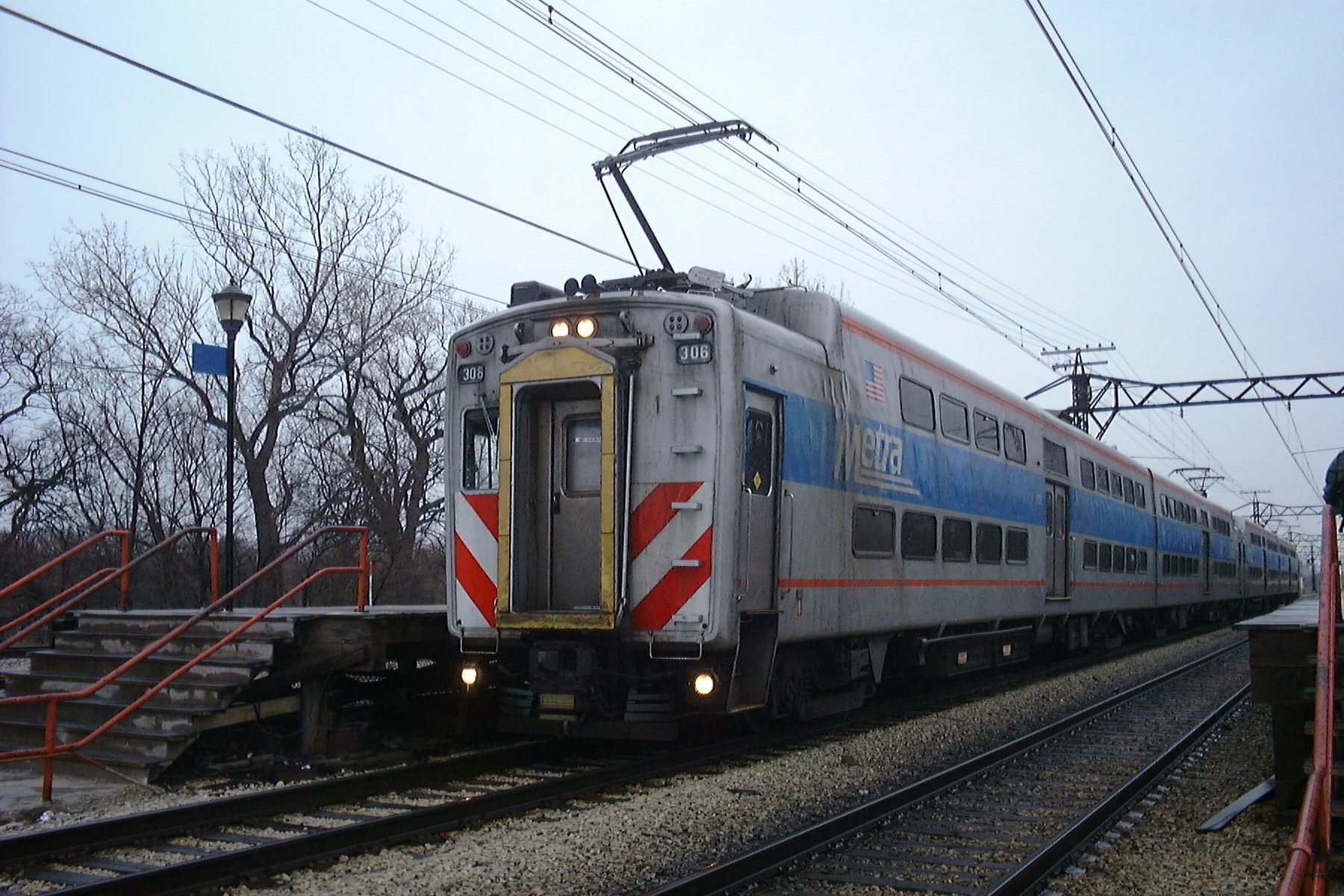
雙層電鐵停靠在59街站

目前Metra共有11條線路，其中四條為私營鐵路公司運營。BNSF鐵路運營BNSF線，聯合太平洋鐵路運營聯合太平洋北線，西線和西北線。其餘線路由東北伊利諾伊區域通勤鐵路集團公司 (NIRC)運營。
█ BNSF鐵路線
此線為Metra最繁忙的線路。從聯合車站開往伊利諾伊州第二大城市奥罗拉，全長37.5英里 (60公里)，共26座車站，服務於芝加哥西區。2010年工作日日均客流量為64,600人次。
本線好萊塢站位於布魯克菲爾德動物園附近。
█ 文物走廊線
此線從聯合車站開往喬利埃特聯合車站 (同岩島線，但本線相較岩島線偏西)，全長37.2英里 (60公里)，共6座車站，服務於芝加哥西南區，2010年工作日日均流量為2,600人次。
█ Metra電鐵線
Metra電鐵線為自千禧車站始發，沿密歇根湖岸至93街南芝加哥德線路。該線擁有兩個區間分支通往大學城和綠島。共計40.6英里 (65公里)，49座車站，服務於芝加哥南區。2010年工作日日均客流量為36,200人次。本線和服務於芝加哥及北印第安納州的另一通勤鐵路南岸線在芝加哥市區共線。
全線使用電聯車，並經由市内一系列重要景區：博物館區，謝德水族館 (Shedd Aquarium)，軍人體育場，阿德爾天文館，麥考密克會議中心，芝加哥大學，羅比之家，科學技術博物館，杜薩布勒非裔美國人博物館。
█ 密爾沃基北線:
本線從聯合車站開往福克斯湖，全長49.5英里 (80公里)，共22座車站，服務於芝加哥北區。 2010年工作日日均客流量為23,500人次。
█ 密爾沃基西線
本線從聯合車站開往埃爾金巨木街站，尖峰時刻在埃爾金站折返。全線長39.8英里 (64公里)，服務於芝加哥西區。2010年工作日日均客流量為22,300人次。 
█ 北方中心服務線
本線從聯合車站開往威斯康辛州邊境安蒂奧克，全長39.8英里 (64公里)，共18座車站，服務於芝加哥北區及西北區。2010年工作日日均客流量為5,400人次。
本線在奧黑爾機場站可以轉車前往奧黑爾國際機場。
█ 岩島線
本線得名於原運營商“岩島鐵路”，從拉塞爾街車站開往喬利艾特聯合車站 (和文物走廊線相同，但本線位置偏東)，全長46.8英里 (75公里)，共26座車站，服務於芝加哥西南區和南區。2010年工作日日均客流量為30,500人次。
由本線可以前往伊利諾理工學院，芝加哥白襪的主場美國美國行動通訊球場。
█ 西南服務線
本線從聯合車站開往曼哈頓車站，全長40.8英里 (66公里)，共13座車站，服務於芝加哥西南區。2010年工作日日均客流量為9,500人次。
█ 聯合太平洋北線:
本線由奧格爾維中心車站開往威斯康辛州基諾沙，全長51.6英里 (83公里)，共27座車站。 2010年工作日日均客流量為36,400人次。
由本線可以前往西北大學，拉維尼亞音樂節公園以及芝加哥植物園。
█ 聯合太平洋西北線
本線為最長的Metra線路，服務於芝加哥西北區。由奧格爾維中心車站開往哈弗站或麥克亨利站，全長70.5英里 (113公里)，共23座車站。2010年工作日日均客流量為40,900人次。
由本線可前往阿靈頓公園。
█ 聯合太平洋西線
本線由奧格爾維中心車站開往厄爾波恩站，服務於芝加哥西區，全長43.6英里 (70公里)，共19座車站。2010年工作日日均客流量為29,400人次。
由本線可以前往北伊利诺伊大學。

### 北印第安纳通勤运输公司

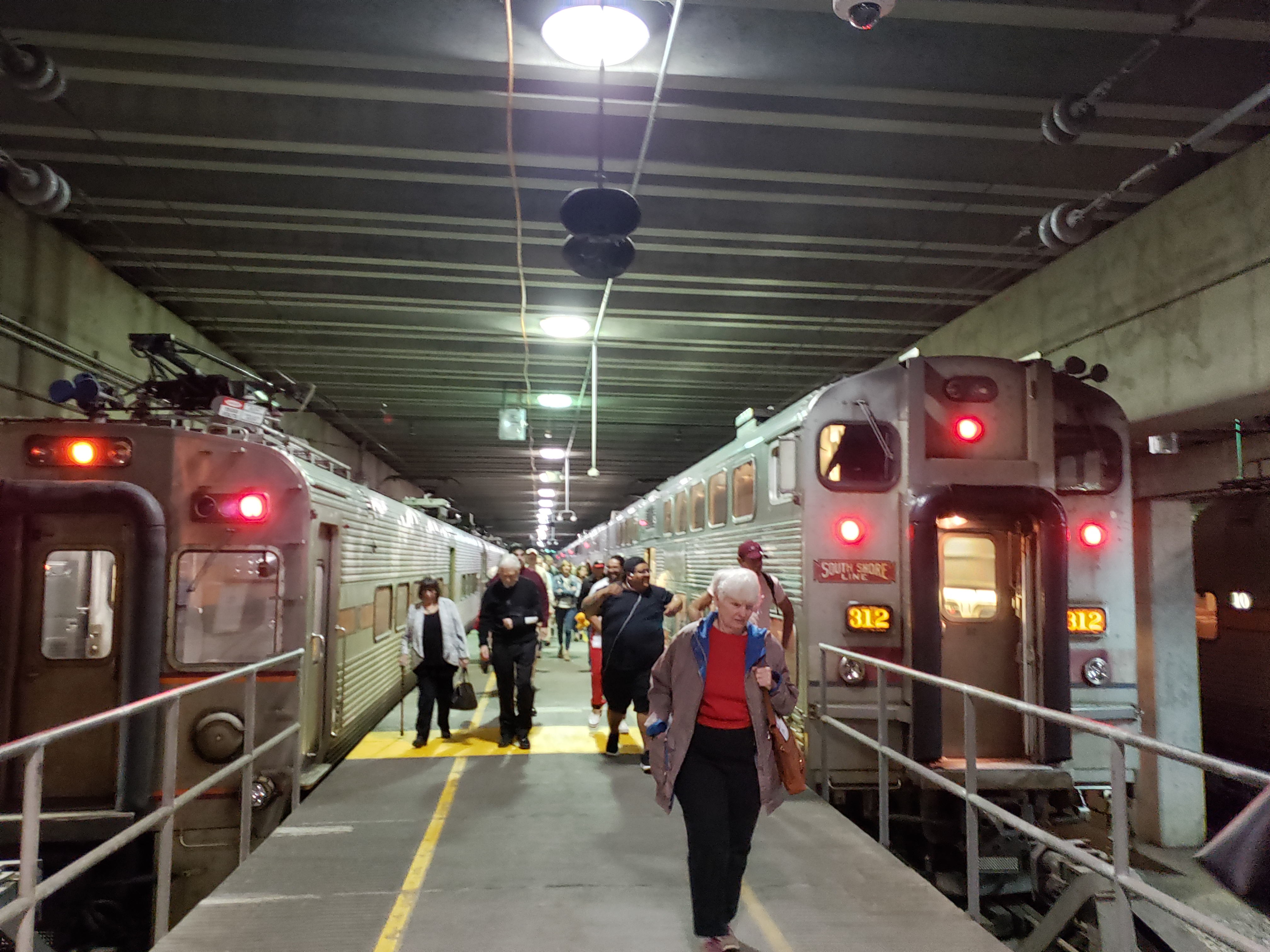
停靠在千禧车站的南岸线列车

南岸線（英語：South Shore Line），是一條由北印第安納通勤運輸公司（NICTD）運營，從伊利諾伊州芝加哥市千禧車站開往印第安納州南本德機場的一條通勤铁路，曾是一条城际电车。全線電氣化以運行電聯車。1976年，CSS&SB（切薩皮克和俄亥俄鐵路公司）向州際通商委員會提出申請關閉客運業務。委員會向印第安納州政府質詢，1977年，政府成立“北印第安納州通勤交通區 (Northern Indiana Commuter Transportation District)”以投資和管理南岸線。1989年12月CSS&SB破產後，客運服務由NICTD接管。1990年12月，鐵路路軌由NICTD收購。同時，貨運業務由重組後的“芝加哥南岸和南本德鐵路公司”負責。

### 美铁

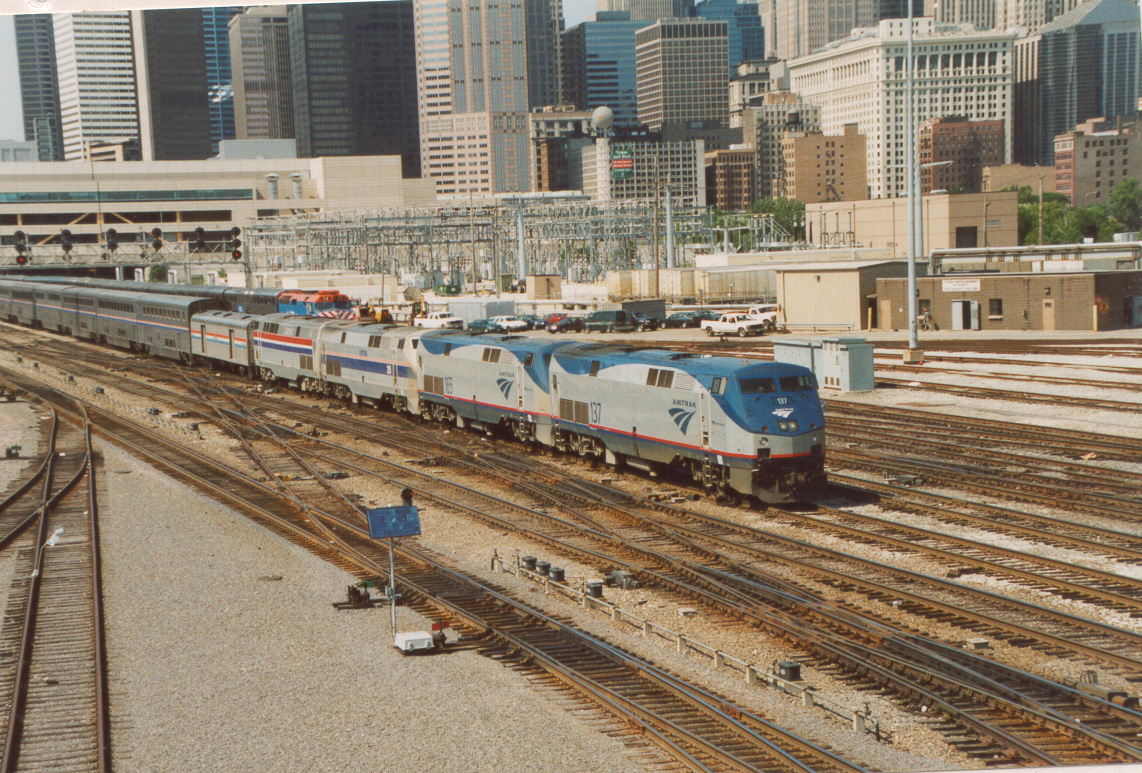
美国国铁列车正在驶出芝加哥联合车站

目前芝加哥的城际客运铁路全部由美铁运营，芝加哥联合车站是芝加哥市内唯一一座到始发终到美国国铁城际客运列车的车站。
- 蓝水号列车

蓝水号列车（英語：Blue Water）是美國國鐵密歇根分區開通的快速線路。該線路全長513千米（合計319英里），連接了芝加哥、東蘭辛、弗林特和休倫港。
- 加州和风号列车

加州和风号列车（英語：California Zephyr）為美國國鐵所經營，從伊利諾伊州芝加哥市開往北加利福尼亞州舊金山市近郊埃默里維爾的長途城際旅客列車。
- 国会特快号列车

国会特快号列车（英文：Capitol Limited）是美鐵公司運行於華盛頓與芝加哥之間的兩列客車之一，運行距離為764英里（1,230），途經匹茲堡與克里夫蘭。
- 红雀号列车

红雀号列车（英語：Cardinal）為美國國鐵經營，運營在伊利諾伊州芝加哥市和紐約州紐約市之間長途城際列車。
- 新奥尔良城号
- 帝国建设者号列车

帝国建设者号列车（英語：Empire Builder）是由美國國鐵營運，運行在美國中西部和西北太平洋地區的長途客運城際列車。
- 海华沙号列车

海华沙号列车海華沙綫列車（英語：Hiawatha Service），或簡稱海華沙（Hiawatha），是一條86英里（138公里）的火車路線，由美鐵在密歇根湖西岸的伊利諾伊州芝加哥和威斯康星州密爾沃基之間運營。
- 伊利诺伊人和萨路基号
- 伊利诺伊和风号/卡尔·桑德堡号
- 湖畔特快

湖畔特快（英語：Lake Shore Limited）是往返於美國芝加哥和東北部之間的城際客運特别急行列車。
- 林肯线列车

林肯綫列車（英語：Lincoln Service）是美國國鐵開行於伊利諾伊州芝加哥和密蘇里州最大城市聖路易斯之間的城際旅客列車，全長284英里（457公里）。
- 马凯特神父号列车

马凯特神父号列车（英語：Pere Marquette）是美國國鐵運營的一條客運線路，作為其密歇根州業務的一部分。該線路全長176英里（283公里），位於密歇根州大急流城和伊利諾伊州芝加哥之間。
- 西南酋长号列车

西南酋长号列车（英語：Southwest Chief）由美国国铁運營的客運列車，線路全長2,265英里（3,645公里），穿越美國中西部和西南部。它在伊利諾伊州芝加哥和加利福尼亞州洛杉磯之間運行，途經伊利諾伊州、愛荷華州、密蘇里州、堪薩斯州、科羅拉多州、新墨西哥州、亞利桑那州和加利福尼亞州。
- 德州之鹰号列车

德州之鹰号列车（英語：Texas Eagle）是一條長1,306英里（2,102公里）的客運列車路線，由美鐵在美國中部和西部運營。火車在伊利諾伊州芝加哥和德克薩斯州聖安東尼奧之間運行。
- Wolverine

Wolverine现时是美鉄旗下的准高速旅客列車。现时全程489千米，西起芝加哥，经安娜堡、底特律，东至庞蒂亚克。

## 外部連結
- 芝加哥捷運 （页面存档备份，存于）
- 地鐵及巴士即時預計到達時間 （页面存档备份，存于）
- 時報悅讀網：鐵道博物館--芝加哥高架鐵道——The “L” （页面存档备份，存于）